# Penkivți, Pidvolociîsk
Penkivți (în ucraineană Пеньківці) este un sat în comuna Vorobiivka din raionul Pidvolociîsk, regiunea Ternopil, Ucraina.

## Demografie
Componența lingvistică a localității Penkivți
     Ucraineană (100%)
Conform recensământului din 2001, toată populația localității Penkivți era vorbitoare de ucraineană (100%).